# Indianöverfallet vid Fort Apache
Indianöverfallet vid Fort Apache är en amerikansk långfilm från 1948 i regi av John Ford, med John Wayne, Henry Fonda, Shirley Temple och Pedro Armendáriz i rollerna.

## Handling
Det är åren efter det amerikanska inbördeskriget. Den respekterade veteranen Kapten Kirby York (John Wayne) förväntas ta över regementet vid indianreservatet Fort Apache, en isolerad kavalleri-utpost. Till regementets förvåning och besvikelse ges positionen istället till Överstelöjtnant Owen Thursday (Henry Fonda). Thursday var en general under inbördeskriget men saknar erfarenhet av de indianer utposten vakar över. Tillsammans med Thursday färdas hans dotter Philadelphia (Shirley Temple). Hon förälskar sig i andrelöjtnant Michael Shannon O'Rourke (John Agar) men Thursday förbjuder förhållandet då han inte betraktar O'Rourke som en gentleman.
Indianerna, under ledning av Cochise (Miguel Inclan), börjar bli upprörda över uppförandet av den korrupta indianagent Silas Meacham (Grant Withers). Thursday ignorerar Yorks råd att lyssna på indianerna och hantera problemet, istället anser han att Meacham arbetar för USA och att han därför ska ha skydd av armén. Detta leder till att indianerna gör uppror. Thursday suktar efter ära och berömmelse och leder sina män rakt in på indianernas territorium, trots Yorks varningar att planen är näst intill självmord. Thursday ersätter därför York med Kapten Sam Collingwood (George O'Brien) och beordrar York att stanna kvar i fortet.
Nästan alla Thursdays män dör i striderna. Thursday överlever, men återvänder för att dö med en grupp män som var avskurna bakom fiendens linjer. När striderna är över låter Cochise York och resten av kompaniet leva, då han vet att York är en hedervärd man han kan samarbeta med.

## Rollista
| John Wayne       | – Capt. Kirby York           |
| Henry Fonda      | – Lt. Col. Owen Thursday     |
| Shirley Temple   | – Philadelphia Thursday      |
| Pedro Armendáriz | – Sgt. Beaufort              |
| Ward Bond        | – Sgt. Maj. Michael O"Rourke |
| George O'Brien   | – Capt. Sam Collingwood      |
| Victor McLaglen  | – Sgt. Festus Mulcahy        |
| Anna Lee         | – Mrs. Emily Collingwood     |
| Irene Rich       | – Mrs. Mary O"Rourke         |
| Dick Foran       | – Sgt. Quincannon            |
| Guy Kibbee       | – Capt. Dr. Wilkens          |
| Grant Withers    | – Silas Meacham              |
| Jack Pennick     | – Sgt. Daniel Schattuck      |
| Ray Hyke         | – Lt. Gates                  |
| Movita           | – Guadalupe                  |

## Om filmen
Fort Apache var den första filmen i vad kritiker brukar kalla regissören John Fords "Kavalleritrilogi". De andra två filmerna är Larm över prärien (1949) och Rio Grande (1950). Alla tre filmerna hade John Wayne i huvudrollen.

## Mottagande
Filmen gick med $445 000 i vinst.